# 法比奥·罗申巴克
法比奧·洛查碧克（Fábio Rochemback，1981年12月10日—）是一名巴西足球運動員，擔任中場，現時效力中国足球超级联赛球队大连阿尔滨。洛查碧克曾效力多間歐洲球會，包括西甲豪門巴塞隆拿和英超球會米杜士堡。